# Isla Gibraleón
Isla Gibraleón ist eine kleine, unbewohnte panamaische Insel, die Teil der Perleninseln im Golf von Panama ist. Sie befindet sich 2 km westlich der Isla Casaya und ist Teil einer Gruppe von 200 oder mehr Inseln (häufig klein und unbewohnt), die knapp 50 km von der Pazifikküste von Panama entfernt liegen. Gibraleón hat eine 8 km lange Küste, fünf Strände und einen Mangrovensumpf. Von den insgesamt 112,35 Hektar Landmasse sind 61,99 Hektar dichter Dschungel. Die Insel erreicht eine Höhe von 11 Metern über dem Meeresspiegel und befindet sich in der Zeitzone Eastern Standard Time (UTC−5).

## Klima
Die Innertropische Konvergenzzone (ITC), unter Seeleuten als Kalmen bekannt, regiert das Klima der Insel Gibraleón. Der wärmste Monat ist März mit einer Durchschnittstemperatur von 32,5 °C. Mit durchschnittlichen 21,9 °C nachts ist Januar der kälteste Monat. Durch die Nähe zum Äquator gibt es auf Gibraleón keine Jahreszeiten. Durch die ITC gibt es allerdings sowohl Regen- als auch Trockenzeiten. Die Regenzeit dauert von Mai bis Dezember und zeigt sich vor allem durch wechselnde Winde und starken Regen. Die Trockenzeit, von Januar bis April, ist von klarem Himmel und nordöstlichen Passatwinden geprägt. Durch die Lage der Insel im Perleninselarchipel ist Gibraleón vor den Einflüssen des El Niño geschützt, wodurch die Wassertemperatur in der Regenzeit normalerweise zwischen 28 und 29 °C bleibt. Dies ermöglicht eine kontinuierliche Weiterentwicklung der Meerestiere wie beispielsweise von Wal- und Tigerhaien, Pottwalen, Meeresschildkröten, Rochen und großen Fischschwärmen.

## Trivia
Isla Gibraleón war die Insel der Männer in der ersten Staffel (Mai 2014) von The Island with Bear Grylls und die Insel der Frauen in der zweiten Staffel (April 2015). 
Die Reality-Show Wild Island (im November 2015 erstmals ausgestrahlt), die demselben Konzept wie The Island with Bear Grylls folgt, schickte ebenfalls 14 Abenteurer auf die Insel.